# Bóg jeden wie, panie Allison
Bóg jeden wie, panie Allison (ang. Heaven Knows, Mr. Allison) – amerykański dramat wojenny z 1957 roku w reżyserii Johna Hustona, zrealizowany na podstawie książki Charlesa Shawa. Zdjęcia kręcono na Trynidadzie i Tobago.

## Fabuła
II wojna światowa. Na jednej z wysp Pacyfiku dochodzi do spotkania dwóch osób – zakonnicy i kaprala marynarki wojennej. Początkowo trudno dojść im do porozumienia, jednak niechęć zmienia się w fascynację.

## Obsada
- Deborah Kerr – siostra Angela
- Robert Mitchum – kapral Allison

## Głosy krytyków
Film nie traci swych walorów z upływem czasu, bawi i wzrusza dzięki zręcznemu scenariuszowi i przekonującym kreacjom: to znakomite studium charakterów ludzi, którzy mimo różnic, potrafili porozumieć się w sytuacji ekstremalnej. Wątek romansowy został poprowadzony w sposób niezwykle subtelny. Jest to także film o wierności sobie, swemu religijnemu powołaniu, stanowiącemu niezgłębioną tajemnicę dla kogoś z zewnątrz.